# Лапінуж (Куявсько-Поморське воєводство)
Лапінуж (пол. Łapinóż) — село в Польщі, у гміні Осек Бродницького повіту Куявсько-Поморського воєводства.
Населення — 227 осіб (2011).

## Демографія
Демографічна структура станом на 31 березня 2011 року:
|          | Загалом | Допрацездатний вік | Працездатний вік | Постпрацездатний вік |
| -------- | ------- | ------------------ | ---------------- | -------------------- |
| Чоловіки | 109     | 25                 | 75               | 9                    |
| Жінки    | 118     | 22                 | 73               | 23                   |
| Разом    | 227     | 47                 | 148              | 32                   |